# Świadkowie Jehowy w Gwatemali
Świadkowie Jehowy w Gwatemali – społeczność wyznaniowa w Gwatemali, należąca do ogólnoświatowej wspólnoty Świadków Jehowy, licząca w 2023 roku 39 022 głosicieli, należących do 825 zborów. W 2023 roku na dorocznej uroczystości Wieczerzy Pańskiej zgromadziło się 93 889 osób. Od 2011 roku działalność miejscowych głosicieli koordynuje Środkowoamerykańskie Biuro Oddziału w El Tejocote na przedmieściach stolicy Meksyku.

## Historia

### Początki
Na początku XX wieku dotarły do Gwatemali z Hiszpanii pierwsze publikacje tego wyznania. Stałym ich czytelnikiem był Fred Cutforth z wioski El Rancho (rok 1900). W roku 1910 działalność kaznodziejską prowadzili Charles Cutforth i Gilbert Plains z Kanady. Wkrótce powstały pierwsze grupy wyznawców i zainteresowanych, które odwiedzali zagraniczni współwyznawcy. W latach 1919–1920 publikacje w języku hiszpańskim były wysyłane z Biura Oddziału w Hiszpanii na adres niejakiego G.A. Tavela w Quetzaltenango. W latach 20. XX wieku zanotowano liczbę pięciu głosicieli. W styczniu 1927 roku w Nuevo San Carlos powstała pierwsza grupa, która organizowała zebrania, a w następnych latach grupy takie powstały w stolicy i w mieście Zacapa.
Ponieważ w latach 30. XX wieku działalność w Gwatemali nadzorowało Biuro Oddziału w Meksyku, regularną działalność kaznodziejską pomagali prowadzić meksykańscy współwyznawcy.

### Rozwój działalności
Na przełomie roku 1943 i 1944 oraz w marcu 1945 Gwatemalę odwiedzili Nathan H. Knorr i Milton G. Henschel. 21 maja 1945 roku dotarli tutaj pierwsi misjonarze, absolwenci Szkoły Gilead – John i Adda Parker. W Gwatemali działało 50 głosicieli; otwarto też pierwszą Salę Królestwa.
1 marca 1946 roku do Gwatemali przyleciało kolejnych 6 misjonarzy. 10 maja tego samego roku Nathan H. Knorr i Frederick W. Franz wygłosili przemówienia do 187 zgromadzonych w Sali Królestwa. 9 czerwca tego samego roku odbył się chrzest pierwszych wyznawców. W roku 1947 zanotowano liczbę 75 głosicieli, rok później – 152. W roku 1949 otwarto Biuro Oddziału i w tym samym roku przekroczono liczbę 500 głosicieli.
W roku 1951 w Quetzaltenango odbył się pierwszy kongres w Gwatemali. W tym samym roku w stołecznym radiu rozpoczęto emisję 15-minutowego programu o Świadkach Jehowy. W roku 1953 działalność rozpoczęli kolejni misjonarze. Pod koniec 1954 roku N.H. Knorr wygłosił przemówienie do grupy słuchaczy w Mazatenango. W lutym 1958 roku 952 osoby wysłuchały przemówienia, które wygłosił przedstawiciel Biura Głównego Świadków Jehowy – Milton G. Henschel. W tym samym roku działało tam ponad 700 głosicieli. W grudniu 1958 roku odbył się kongres pod hasłem „Wola Boża”, a w listopadzie 1959 roku w stolicy odbył się kongres pod hasłem „Czuwający słudzy”, w którym uczestniczyło 1478 osób. 
W grudniu 1960 przekroczono liczbę 1000 głosicieli. W marcu następnego roku z wizytą w stołecznych zborach przebywał N. Knorr. W kongresie pod hasłem „Wiecznotrwała dobra nowina” w roku 1963 uczestniczyły 2824 osoby. W kongresie pod hasłem „Słowo prawdy”, który miał miejsce w roku 1965, uczestniczył Milton G. Henschel. W dniach od 7 do 11 grudnia 1966 roku w stolicy odbył się pierwszy w tym kraju kongres międzynarodowy, pod hasłem „Synowie Boży – synami wolności” z udziałem 2950 osób, w tym 500 delegatów zagranicznych, na którym 102 osoby zostały ochrzczone. W kraju działało 1446 głosicieli. Dwa lata później przekroczono liczbę 5000 głosicieli. W grudniu 1978 roku w stolicy odbył się kongres pod hasłem „Zwycięska wiara”.
W roku 1985 zostało otwarte rozbudowane Biuro Oddziału. W 1988 roku zanotowano liczbę ponad 10 000 głosicieli. W 1989 roku zorganizowano pomoc dla współwyznawców w odbudowie domów, zniszczonych w trakcie walk partyzanckich. 26 listopada tego samego roku odbyło się otwarcie nowego Biura Oddziału.
W roku 1998 zorganizowano pomoc humanitarną dla poszkodowanych przez huragan Mitch. W roku 1999 osiągnięto liczbę ponad 20 000 głosicieli, a liczbę 30 000 – w 2010 roku. W 2015 roku trzy szkoły publiczne zamówiły 3500 publikacji Świadków Jehowy w językach quiche (kicze) i hiszpańskim, by wykorzystać je w programie nauczania, ponieważ trafiają one w potrzeby gwatemalskiej młodzieży. Wśród tych publikacji znalazły się książki Mój zbiór opowieści biblijnych, Pytania młodych ludzi — praktyczne odpowiedzi (dwa tomy) oraz broszura Uczę się z Biblii. W czerwcu 2017 roku zorganizowano pomoc humanitarną dla poszkodowanych przez trzęsienie ziemi w zachodniej części kraju. Prace objęły odbudowę domów i Sal Królestwa. W listopadzie 2020 roku zorganizowano pomoc dla poszkodowanych przez huragan Iota. W roku 2019 przekroczono liczbę 40 tysięcy głosicieli.
18 sierpnia 2023 roku podczas kongresu regionalnego pod hasłem „‚Okazujmy cierpliwość’!” w San Juan,  Chamelco José Luis Peña z Komitetu Oddziału Ameryka Centralna ogłosił wydanie Chrześcijańskich Pism Greckich w Przekładzie Nowego Świata (Nowy Testament) w języku kekchi. W 17 zborach i 4 grupach tego języka w Gwatemali i Belize działało około 520 głosicieli.
Świadkowie Jehowy w Gwatemali posiadają dwie Sale Zgromadzeń. Działalność kaznodziejska jest prowadzona w języku hiszpańskim oraz w jedenastu miejscowych językach. Kongresy regionalne odbywają się w językach: hiszpańskim, gwatemalskim migowym, cakchikel, kekchi, kicze i mam. Zebrania zborowe odbywają się w językach: hiszpańskim, gwatemalskim migowym, aguacatec, angielskim, cakchikel, garifuna, ixil, kekchi, kicze i mam (około 500 głosicieli w 20 zborach). Od początku lat 90. XX w. Świadkowie Jehowy prowadzą kursy biblijne z osadzonymi z trzech więzień. W maju 2019 roku władze w Gwatemali wyraziły zgodę na prowadzenie szkoleń opartych na zasadach biblijnych z udziałem personelu straży pożarnej i policji. W 2019 roku 450 strażaków i policjantów uczestniczyło w 15-minutowych warsztatach odbywających się dwa razy w tygodniu, prowadzonych w miastach Coatepeque, Colomba Costa Cuca, Malacatán i San Rafael Petzal.
5 lipca 2024 roku na kongresie regionalnym pod hasłem „Głośmy dobrą nowinę!” w Lilongwe, Colin Carson z Komitetu Oddziału w Malawi ogłosił wydanie Chrześcijańskich Pism Greckich w Przekładzie Nowego Świata w malawijskim języku migowym. Jest to pierwsze pełne tłumaczenie na ten język. Do 16 zborów i 8 grup tego języka należało 600 głosicieli.